# Johannes Fleischer der Jüngere
Johannes Fleischer (der Jüngere, * 11. Oktoberjul. / 21. Oktober 1582greg. in Breslau; † 1608 in Jamestown (Virginia)) gehörte zu den Ersten, die aus Deutschland Nordamerika erreichten, und war der erste Arzt und akademisch gebildete Botaniker in Neuengland.

## Leben
Fleischer war der älteste Sohn des gleichnamigen Breslauer Pfarrers Johannes Fleischer. Seine Mutter starb, als er fünf Jahre alt war, sein Vater, als er elf war.
Er studierte zunächst an der Brandenburgischen Universität Frankfurt und ging dann an die Universität Basel, wo er bei dem Mediziner und Botaniker Caspar Bauhin studierte. Bauhin nennt ihn später unter den Mitarbeitern an seinem im Jahre 1620 erschienenen Buche Prodromos theatri botanici (Vorarbeiten zur botanischen Enzyklopädie). 1606 wurde er zum Doktor der Medizin promoviert.
Er war der einzige Nicht-Brite unter den 105 Männern, die 1607 mit den drei Schiffen Susan Constant, Godspeed und Discovery im Auftrag und auf Rechnung der Virginia Company of London in die Chesapeake Bay segelten, wo sie am 14. Mai im James River Jamestown (Virginia) die erste dauerhaft besiedelte englische Kolonie in Nordamerika gründeten (13 Jahre vor den Pilgervätern). Fleischers Interesse und Aufgabe war es, die Pflanzen der neuen Kolonie zu erforschen und auf ihre Brauchbarkeit als Heilpflanzen hin zu überprüfen.
Aufgrund der harschen Bedingungen in Jamestown gelang es Fleischer nicht, die erwünschten ersten botanischen Schritte in Nordamerika zu unternehmen. Bis zum Januar 1608 überlebten weniger als 40 der 105 Männer. Die Haupt-Todesursachen waren Durchfall, Typhus und Vergiftung durch Salzwasser. Im Sommer 1608 starb auch Fleischer.